# Альпиния церумбет
Альпиния церумбет (лат. Alpinia zerumbet) — вид многолетних вечнозелёных травянистых растений рода Альпиния семейства Имбирные (Zingiberaceae), происходящих из тёплых районов Восточной Азии.
Многолетние вечнозеленые травы, достигающие 1,5—3 метров в высоту.
Листья крупные, очередные, лопастные, 30—60 см длиной и 5—10 см шириной, заостренные, суживающиеся к основанию, голые.
Цветки собраны в поникшие кисти 30 см длиной. Чашечки колокольчатые, белые. Губа венчика широкоовальная, 3-лопастная, жёлтая с розовыми пятнами и полосками.
Цветёт в апреле—июне, плодоношение длится с июля по октябрь.
Встречается вблизи сельскохозяйственных угодий, на обочинах дорог и в оврагах.
В Юго-Восточной Азии часто выращивается как декоративное растение около дома или в саду. Существуют красиволистные формы с пёстро-полосатой окраской листвы.
Корень и плоды растения находят применение в китайской медицине. Листья могут использоваться для упаковывания традиционных блюд китайской кухни
|                         |  |  |
| Соцветие, цветок, плоды |  |  |

Синонимы
- Alpinia cristata Griff.
- Alpinia fimbriata Gagnep.
- Alpinia fluvitialis Hayata
- Alpinia schumanniana Valeton
- Alpinia speciosa (J.C.Wendl.) K.Schum. nom. illeg.
- Amomum nutans (Andrews) Schult.
- Catimbium nutans (Andrews) Juss. ex Lestib.
- Catimbium speciosum (J.C.Wendl.) Holttum
- Costus zerumbet Pers.
- Languas schumanniana (Valeton) Sasaki
- Languas speciosa (J.C.Wendl.) Small
- Languas speciosa Merr.
- Renealmia nutans Andrews
- Renealmia spectabilis Rusby
- Zerumbet speciosum J.C.Wendl.